# Архитектура позног и критичког модернизма
Позни модернизам је правац у савременој архитектури који се развија након 1950. године у којем стање у архитектури овог периода карактерише експанзија на свим континентима и нови задаци.
Ова нова фаза одражава се како у делима старијих архитеката у њиховим позним радовима као Френк Лојд Рајта, Валтер Гропијуса или Ле Корбизјеа тако и у делима нове генерације архитеката који су рошени око 1910. године.
Промена правца развоја архитектуре се одражава у снажном динамизму. Данас оцењујемо да су прави угао и крива линија само привидно супростављени и да оне само произлазе из намене појединих објеката. Карактеристике овог развоја после 1950. године су:
- слобода у организацији простора,
- доследна примена висећих кровова и љуски,
- експерименти са пнеуматским конструкцијама,
- примена синтетичких материјала
- интензивна индустријализација у грађевинарству.

За развој архитектуре постаје важно урбанистичко планирање и изграђени су градови у Бразилију, Чандигар, Исламабад и у Сибиру неколико градова за научне сврхе као Академгород. Нове концепције градова развијају Кенсо Танге са линеарним градовима за Токио Хосе Лујс Серт са планом за Колумбију те Џорџ Кандилис и енглеска група Архиграм са својим пројектима.

## Неки од главних представника
- Јакоб Бакема (Jacob Bakema)
- Алдо ван Ајк (Aldo van Eyck)
- Кедрик Прајс (Cedric Price)
- Моше Сафди (Moshe Safdie)
- Алисон Смитсон (Alison Smithson)
- Петер Смитсон (Peter Smithson) i mnogi drugi